# Mengovirus
Mengovirus (auch Mengo-Virus) ist ein Subtyp der Stammes Enzephalomyocarditis Virus 1 (EMCV-1, auch Cardiovirus A1) der Spezies (Art) Cardiovirus rueckerti (früher Cardiovirus A) und wurde erstmals in Entebbe im dortigen Mengo Distrikt aus einem Rhesusaffen isoliert. Dieser zeigte Lähmungen der unteren Extremitäten. Im Mausversuch verstarben die Tiere an einer akuten Meningoenzephalitis. Beim Menschen ist die Infektion selten und die Symptomatik deutlich milder.

## Anwendung
Gentechnisch veränderte Varianten ohne Pathogenität (vMC0) werden als Prozesskontrolle bei dem Nachweis von Hepatitis A und Noroviren in Lebensmitteln eingesetzt. Genetisch entschärfte Varianten können ebenso als Impfstoff gegen Enzephalomyocarditis-Viren eingesetzt werden. Der Mengovirus kann zudem als Vektor für Impfstoffe auf Basis von rekombinantem Protein dienen.